# Trader Joe’s
Trader Joe’s — американская частная сеть супермаркетов, штаб-квартира которой находится в Монровии (штат Калифорния, США). По состоянию на 22 апреля 2015 года сеть насчитывала 457 магазинов, примерно половина из которых были расположены в Калифорнии. Магазины Trader Joe’s также расположены в 40 других штатах США и в округе Колумбия. Является самой большой сетью США по продаже органических и свежих продуктов.
Компания была основана в 1958 году Джо Колумбом (1930-2020), который и владел ею до 1978 года, когда она была выкуплена основателем Aldi Nord Тео Альбрехтом. Кроме Калифорнии, офис Trader Joe’s находится также в Бостоне (штат Массачусетс).